# Leonhard Stock
Pour les articles homonymes, voir Stock (homonymie).
Leonhard Stock, né le 14 mars 1958 à Zell am Ziller, est un ancien skieur alpin autrichien originaire de Finkenberg.

## Palmarès

### Jeux olympiques
| Édition / Épreuve   | Descente | Super G                          | Slalom géant | Slalom | Combiné                          |
| ------------------- | -------- | -------------------------------- | ------------ | ------ | -------------------------------- |
| JO 1980 Lake Placid | Or       | Épreuve inexistante à cette date | 26e          | 18e    | Épreuve inexistante à cette date |
| JO 1988 Calgary     | 4e       | 8e                               | —            | —      | Non-partant                      |
| JO 1992 Albertville | Abandon  | —                                | —            | —      | —                                |

### Championnats du monde
| Édition / Épreuve                    | Descente | Super G                          | Slalom géant | Slalom | Combiné |
| ------------------------------------ | -------- | -------------------------------- | ------------ | ------ | ------- |
| Mondiaux 1978 Garmisch-Partenkirchen | —        | Épreuve inexistante à cette date | 27e          | —      | —       |
| JO 1980 Lake Placid                  | Or       | Épreuve inexistante à cette date | 26e          | 18e    | Bronze  |
| Mondiaux 1982 Schladming             | 15e      | Épreuve inexistante à cette date | —            | —      | —       |
| Mondiaux 1987 Crans-Montana          | 8e       | 4e                               | —            | —      | 8e      |
| Mondiaux 1989 Vail                   | 22e      | 9e                               | —            | —      | —       |
| Mondiaux 1991 Saalbach               | 4e       | —                                | —            | —      | —       |

### Coupe du monde
- Meilleur résultat au classement général : 2e en 1979
  - 3 victoires : 3 descentes
  - 26 podiums

#### Différents classements en Coupe du monde
| Année/Classement | Année/Classement | Général | Général | Descente | Descente | Slalom | Slalom | Géant  | Géant  | Super-G | Super-G | Combiné | Combiné |
| ---------------- | ---------------- | ------- | ------- | -------- | -------- | ------ | ------ | ------ | ------ | ------- | ------- | ------- | ------- |
| Année/Classement | Année/Classement | Class.  | Points  | Class.   | Points   | Class. | Points | Class. | Points | Class.  | Points  | Class.  | Points  |
| 1977             | 1977             | 31e     | 31      | 17e      | 15       | -      | -      | -      | -      | -       | -       | -       | -       |
| 1978             | 1978             | 21e     | 29      | 22e      | 5        | -      | -      | 8e     | 24     | -       | -       | -       | -       |
| 1979             | 1979             | 2e      | 163     | 6e       | 67       | 26e    | 17     | 10e    | 69     | -       | -       | -       | -       |
| 1980             | 1980             | 45e     | 21      | 23e      | 11       | -      | -      | 24e    | 10     | -       | -       | -       | -       |
| 1981             | 1981             | 12e     | 97      | 10e      | 43       | -      | -      | 18e    | 34     | -       | -       | 7e      | 20      |
| 1982             | 1982             | 18e     | 64      | 11e      | 49       | -      | -      | -      | -      | -       | -       | 14e     | 15      |
| 1983             | 1983             | 33e     | 55      | 15e      | 41       | -      | -      | 26e    | 14     | -       | -       | -       | -       |
| 1984             | 1984             | 43e     | 33      | 41e      | 1        | -      | -      | 24e    | 17     | -       | -       | 11e     | 15      |
| 1985             | 1985             | 73e     | 10      | -        | -        | -      | -      | -      | -      | -       | -       | 20e     | 10      |
| 1986             | 1986             | 6e      | 174     | 6e       | 74       | -      | -      | 25e    | 10     | 4e      | 52      | 4e      | 55      |
| 1987             | 1987             | 7e      | 97      | 10e      | 56       | -      | -      | 29e    | 5      | 5e      | 42      | -       | -       |
| 1988             | 1988             | 14e     | 72      | 10e      | 42       | -      | -      | -      | -      | 6e      | 30      | -       | -       |
| 1989             | 1989             | 18e     | 76      | 11e      | 57       | -      | -      | -      | -      | 12e     | 19      | -       | -       |
| 1990             | 1990             | 73e     | 12      | 26e      | 11       | -      | -      | -      | -      | 33e     | 1       | -       | -       |
| 1991             | 1991             | 27e     | 50      | 7e       | 50       | -      | -      | -      | -      | -       | -       | -       | -       |
| 1992             | 1992             | 15e     | 477     | 5e       | 403      | -      | -      | -      | -      | 23e     | 74      | -       | -       |
| 1993             | 1993             | 25e     | 288     | 14e      | 188      | -      | -      | -      | -      | 16e     | 100     | -       | -       |

#### Détail des victoires
| Saison / Épreuve | Descente       | Total |
| 1989             | Laax           | 1     |
| 1991             | Val d'Isère    | 1     |
| 1993             | Val Gardena II | 1     |
| Total            | 3              | 3     |

### Arlberg-Kandahar
- Meilleur résultat : 2e place dans le combiné 1986 à Morzine I/Sankt Anton